# David Soul
David Soul, właśc. David Richard Solberg (ur. 28 sierpnia 1943 w Chicago, zm. 4 stycznia 2024 w Londynie) – amerykańsko–brytyjski aktor i piosenkarz. Odtwórca roli detektywa Kena „Hutcha” Hutchinsona, jednego z tytułowych bohaterów serialu kryminalnego ABC Starsky i Hutch (1975–1979). Wydał 5 singli i tyle samo albumów.

## Życiorys
Urodził się w Chicago w Illinois w rodzinie emigrantów z Norwegii. Jego matka, June Joanne (z domu Nelson), była nauczycielką, a jego ojciec, dr Richard W. Solberg, był pastorem luterańskim, profesorem historii i nauk politycznych oraz dyrektorem ds. szkolnictwa wyższego w Kościele Luterańskim w Ameryce. Brat Davida, Daniel, został pastorem luterańskim. Dorastał w Sioux Falls w Dakocie Południowej, gdzie ojciec ukończył tamtejsze liceum Washington High School i przez dwa lata uczęszczał do Augustana College, zanim rodzina przeprowadziła się do Meksyku, gdzie studiował przez rok na University of the Americas, zainspirowany przez studentów, którzy nauczyli go gry na gitarze, Soul zmienił kierunek i postanowił podążać za swoją pasją do muzyki. Po powrocie został zatrudniony do śpiewania w klubie The 10 O’Clock Scholar na Uniwersytecie Minnesoty.
W połowie lat 60. zaczął występować na scenie Firehouse Theater w Minneapolis. W 1965 podróżował z zespołem do Nowego Jorku, występując w Baalu Bertolta Brechta i w Tańcu czarnego sierżanta Johna Ardena. W 1975 grał w Actor’s Alley Repertory Theatre w sztukach: Szklana menażeria i Czekając na Godota.
Występował w serialach telewizyjnych, w tym I Dream of Jeannie (1967), Star Trek (1967) czy Ironside (1971), zanim zdobył rolę Swede’a w dramacie wojennym Daltona Trumbo Johnny poszedł na wojnę (Johnny Got His Gun, 1971).
Soul przez 50 lat palił trzy paczki papierosów dziennie. Chociaż rzucił palenie dziesięć lat przed śmiercią, cierpiał na poważną przewlekłą obturacyjną chorobę płuc, a z powodu raka przeszedł również zabieg usunięcia płuca. Zmarł 4 stycznia 2024 w Londynie w wieku 80 lat.

## Filmografia
- Star Trek (1966-69; serial TV) jako Makora (gościnnie)
- Johnny poszedł na wojnę (1971) jako Swade
- Siła magnum (1973) jako John Davis
- Ulice San Francisco (1972-77; serial TV) jako inspektor James Martin (gościnnie)
- Starsky i Hutch (1975-79; serial TV) jako Ken "Hutch" Hutchinson
- Miasteczko Salem (1979) jako Ben Mears
- III wojna światowa (1982) jako płk. Jake Caffey
- Klucz do Rebeki (1985) jako Alex Wolff
- Rendez-vous ze śmiercią (1988) jako Jefferson Cope
- Crime Story (1986-88; serial TV) jako dr Newhouse (gościnnie)
- Gliniarz i prokurator (1987-92; serial TV) jako Nelson Boardman / Dashiell Jaimeson (gościnnie; 2 odcinki, 1988 i 1992)
- Napisała: Morderstwo (1984-96; serial TV) jako Jordan Barnett / Wes McSorley (gościnnie; 2 odcinki, 1991 i 1993)
- Młodzi jeźdźcy (1989-92; serial TV) jako Jeremy Styles (gościnnie)
- Wysoka fala (1994-97; serial TV) jako Brian Landis (gościnnie)
- Nowe przygody Robin Hooda (1997-99; serial TV) jako pustelnik Clement (gościnnie)
- Śmiertelny pięciobój (1994) jako Heinrich Mueller
- Morderca w deszczu (1998) jako Roger Karey
- Starsky i Hutch (2004) jako Ken "Hutch" Hutchinson (oryginalny)
- Kryptonim Farewell (2009) jako Hutton, doradca Reagana
- Brud (2013) jako hazardzista

## Dyskografia

### Single
- „Don’t Give Up On Us” (1976)
- „Going In With My Eyes Open” (1977)
- „Silver Lady” (1977)
- „Let’s Have A Quiet Night In” (1977)
- „It Sure Brings Out The Love In Your Eyes” (1978)

### Albumy
- David Soul (1976)
- Playing To An Audience Of One (1977)
- Band Of Friends (1979)
- Best Days Of Our Lives(1982)
- Leave A Light On (1997)